# Hermann Pohler
Hermann Pohler (* 22. Januar 1935 in Frankenstein, Schlesien) ist ein ehemaliger deutscher Politiker (CDU).
1955 machte Pohler sein Abitur in Magdeburg. 1960 schloss er sein Landwirtschaftsstudium an der Martin-Luther-Universität Halle-Wittenberg ab. 1967 promovierte er an der Universität Leipzig. 1990 wurde er Honorardozent der landwirtschaftlichen Fakultät an der Universität Halle.
1954 trat Pohler der DDR-Blockpartei CDU bei. 1970 wurde er in einem Leipziger Stadtbezirk Abgeordneter, 1990 war er für einige Monate Stadtverordneter in Leipzig. Von 1990 bis 1998 saß Pohler als direkt gewählter Abgeordneter im Bundestagswahlkreis Leipzig I im Deutschen Bundestag.